# 喬爾尼波季克 (維諾吉拉季夫區)
48°10′51″N 22°54′24″E / 48.18083°N 22.90667°E
喬爾尼波季克（烏克蘭語：Чорний Потік），是烏克蘭西部的村莊，隸屬外喀爾巴阡州的貝雷霍韋區。該村始建於1251年，面積2,552平方公里，海拔高度122米，2001年人口1,074，人口密度每平方公里0.42人。